# Cool Hand Luke
Cool Hand Luke is een Amerikaanse dramafilm uit 1967 onder regie van Stuart Rosenberg.
Het scenario is gebaseerd op de gelijknamige roman uit 1965 van de Amerikaanse auteur Donn Pearce. De film was een kassucces en bracht 16,2 miljoen dollar op. George Kennedy won een Oscar voor zijn bijrol als ‘Dragline’.
In 2005, selecteerde de United States Library of Congress de film voor conservatie het National Film Registry vanwege het culturele, historische en esthetische belang. Het citaat: "What we've got here is failure to communicate," uit de film werd wereldberoemd en staat op de elfde plaats in de lijst van 100 meest bekende filmcitaten van het American Film Institute.

## Verhaal
De gedecoreerde oorlogsveteraan Luke Jackson wordt veroordeeld tot twee jaar dwangarbeid voor het vernielen van parkeermeters. Hij moet greppels graven en onkruid wieden in een werkkamp in Florida. Het kamp is het domein van de gevangenisdirecteur ‘Captain’ en een bewaker Walking Boss Godfrey, die nooit iets zegt en wiens ogen zijn verborgen achter een bril met spiegelende glazen. Luke trekt zich weinig aan van de normale pikorde in het kamp en zoekt ruzie met de ongekroonde leider van de gevangenen, Dragline. Dit leidt tot diverse gevechten, waarbij Luke door blijft vechten, zelfs nadat hij diverse keren aan pulp is geslagen. Als Luke een spelletje poker wint door te bluffen met alleen een waardeloze kaart, zegt hij,’ sometimes, nothing can be a real cool hand’ en verdient daar mee zijn bijnaam, Cool Hand Luke. Luke begint een charmeoffensief en wint meer en meer de waardering bij de andere gevangenen, zeker als hij er in slaagt om het onmogelijke waar te maken, het asfalteren van een weg in minder dan een dag. Als hij niet veel later een weddenschap wint door vijftig eieren binnen een uur op te eten, is Luke op het toppunt van zijn populariteit.
Niet lang daarna overlijdt de moeder van Luke en Captain laat Luke opsluiten in ‘de doos’, een afgesloten ruimte in de grond  zonder raamopening waarin de gevangene zich nauwelijks kan bewegen. Op deze manier wil de directeur voorkomen dat Luke de begrafenis van zijn moeder aangrijpt om te ontsnappen. Als Luke weer uit de doos wordt gehaald, is zijn moeder reeds begraven. Niet lang daarna ontsnapt hij voor de eerste keer. Hij doet meerdere pogingen, maar steeds weet de politie hem te pakken. Tijdens een van de pogingen stuurt Luke een tijdschrift naar Dragline met daarin een foto van hemzelf met twee prachtige vrouwen. Na elke ontsnappingspoging straft Captain zijn gevangene strenger dan de keer daarvoor. Opgesloten in de doos voor een extreem lange tijd, krijgt Luke hulp van zijn medegevangenen die hem onder andere helpen een enorme berg rijst op te eten. De Captain wil Luke breken en laat hem steeds weer hetzelfde graf graven en vervolgens weer dichtgooien, Uiteindelijk stort hij in, valt in het graf, en smeekt Boss Godfrey hem niet te slaan. De Captain denkt Luke te hebben gebroken en zegt dat hij bij de volgende ontsnappingspoging zal worden doodgeschoten.
De andere gevangenen verliezen hun verering voor Luke en één van hen verscheurt de foto met de twee dames. Een schijnbaar gebroken Luke is weer geketend aan zijn medegevangenen en werkt aan de weg. Hij stopt alleen om een andere gevangene water te geven. Niet lang daarna ontsnapt hij voor de zoveelste keer en samen met Dragline steelt hij een truck en de sleutels van de andere vrachtwagens. Beide mannen gaan ieder hun weg en Luke loopt een kerk binnen om met God te praten en Hem te verwijten dat zijn leven is gesaboteerd. Niet veel later arriveert de politie bij de kerk. Dragline is nu ook terug en smeekt Luke om zich over te geven, maar die ziet dat zijn leven geen zin meer heeft en daagt de politie en de Captain uit. Boss Godfrey schiet hem vervolgens neer. Als de politie Luke naar het ziekenhuis wil brengen, weigert Captain dit en laat hem naar het gevangenisziekenhuis brengen. Hij weet dat het slachtoffer de veel langere weg naar de gevangenis niet zal overleven.

## Rolverdeling
| Acteur                 | Personage       |
| ---------------------- | --------------- |
| Paul Newman            | Luke            |
| George Kennedy         | Dragline        |
| J.D. Cannon            | Society Red     |
| Lou Antonio            | Koko            |
| Robert Drivas          | Loudmouth Steve |
| Strother Martin        | Captain         |
| Jo Van Fleet           | Arletta         |
| Clifton James (acteur) | Carr            |
| Morgan Woodward        | Boss Godfrey    |
| Luke Askew             | Boss Paul       |
| Marc Cavell            | Rabbitt         |
| Richard Davalos        | Blind Dick      |
| Robert Donner          | Boss Shorty     |
| Warren Finnerty        | Tattoo          |
| Dennis Hopper          | Babalugats      |

## Scenario
In 1965 publiceerde Donn Pearce de roman ‘Cool Hand Luke’. Pearce verwerkte in het boek zijn ervaringen met de zware dwangarbeid in een gevangenis in Florida. Hij was een voormalige zeeman die uiteindelijk in Parijs belandde en daar actief werd op de zwarte markt. Hij werd gearresteerd en veroordeeld tot twee jaar gevangenis. Hij ontsnapte via Italië en Canada naar de VS, waar hij ging samenwerken met een oudere partner, Donald Garrison, in het kraken van brandkasten en inbreken in huizen en kantoren. In 1949 werd hij gearresteerd in Tampa (Florida) en veroordeeld tot vijf jaar zware dwangarbeid. Daar ontmoette hij een oudere man die zich over Pearce ontfermde en hem aanmoedigde om te schrijven. Na zijn invrijheidstelling ging hij weer varen en begon met het schrijven van een roman over zijn ervaringen in de gevangenis. Het boek was af in 1959, maar werd pas gepubliceerd in 1965. Behalve uit zijn eigen ervaringen putte Pearce ook uit leven van zijn voormalige partner in de misdaad, Donald Garrison. Ondanks de goede kritieken, was de verkoop van het boek slecht. Pearce verkocht de filmrechten voor 80.000 dollar aan Warner Bros., die hem nog eens 15.000 betaalden voor een scenario. Al snel bleek dat Pearce weinig ervaring had met scripts en vroeg de studio aan scenarist Frank Pierson om het script te herschrijven. Regisseur Stuart Rosenberg, die al zo’n tien jaar ervaring had met televisieregie, wilde het script graag verfilmen en liet het zien aan Jalem Productions de productiemaatschappij van acteur Jack Lemmon. Lemmon bood aan het script te produceren met Rosenberg als regisseur. De laatste veranderde gelijk het einde van het scenario door de foto van Luke met de twee vrouwen te projecteren over de ‘kruisen’ van de verkeersborden bij de kruisweg, als een soort van ‘opstanding van Jezus’. De verwijzing naar de messiasfiguur loopt als een rode draad door het script. Luke is duidelijk de verlosser die eerst de waardering van de menigte verwerft met ‘onmogelijke daden’, vervolgens wordt beschimpt en gemarteld en uiteindelijk vermoord. Deze symboliek was in het script geschreven door Frank Pierson, die ook zaken toevoegde als het eten van de eieren en de beruchte ‘car wash’-scène, waar een groepje gevangenen smachtend toekijkt hoe een jonge sexy vrouw een auto wast. Maar Pierson deed meer, hij bracht de dialogen op een hoger niveau, zoals het beroemde citaat "What we've got here is failure to communicate”. Pearce was er op tegen dat een eenvoudige directeur van een strafgevangenis dit soort woorden zou zeggen. Pearce vond het herschreven script maar niets en de uiteindelijk film voor 99 % rotzooi.

## Casting

### Cool Hand Luke
Het personage Cool Hand Luke is gebaseerd op twee criminelen, Donn Pearce en Donald Garrisson. In de gevangenis stelt hij zich op als een rebel en wordt de leider van de gevangenen. Deze ontsnappingskunstenaar is aan de ene kant sympathiek, aan de andere kant een charlatan en een charmeur. Dit betekende een uitdaging voor de acteur die met de rol ging strijken. Jack Lemmon, de eigenaar van Jemal Productions die de fim produceerde, las het script en zag in dat hij ongeschikt was voor de rol. Zijn producent voor de film, Gordon Carroll zag in Telly Savalas, de perfecte ‘Luke’, maar die was in Europa bezig met de opnamen van The Dirty Dozen. In de tussentijd toonde Paul Newman belangstelling. Hij had net de rol geweigerd van een van de twee moordenaars in In Cold Blood en was op zoek naar een andere rol. Newman had het boek van Pearce gelezen en deed auditie nog voor hij scenario kon lezen. Rosenberg was gelijk verkocht, het was de uitstraling van Newman met zijn openhartige glimlach en zijn blauwe ogen die het personage ‘Luke’ zo bijzonder maken.

### Andere rollen
Jo Van Fleet was elf jaar ouder dan Paul Newman, maar werd desondanks gecast als Arletta, de moeder van Luke. Ze kreeg de rol nadat Bette Davis weigerde om Arletta te spelen. Joy Harmon die de rol speelde van het meisje dat een auto wast voor de ogen van een aantal hitsige gevangenen, werd voorgedragen door haar agent, Leon Lance. Ze deed de auditie in bikini met Paul Newman en Stuart Rosenberg als toeschouwers en werd zonder commentaar aangenomen. Pas bij de première van de film zag ze pas hoe sexy de scène was geworden. Rosenberg had namelijk Harmon gefilmd zonder publiek van gevangenen en deze opnamen gemonteerd met opnames van hitsige gevangenen. George Kennedy had weinig concurrentie voor zijn rol als Dragline, alleen Aldo Rey deed auditie. Het zou voor Kennedy een doorbraak betekenen, zeker na het winnen van de Oscar. Hij hoefde nu niet langer alleen schurken te spelen.

## Productie

### Decors en locaties
De film werkte met een budget van ongeveer 3,2 miljoen dollar. Rosenberg filmde grotendeels op locatie in Californië bij Stockton en de San Joaquin River delta, dat er moest uitzien als het zuiden van Amerika. Speciaal voor de film liet men Spaans mos uit Louisiana overkomen dat aan de bomen werd gehangen. Voor de gevangenisset bouwde de decorbouwers een dozijn gebouwen met barakken, kantine, verblijfplaats van de directeur, wachtersonderkomen en kennels. Deze decors waren gebaseerd op foto’s genomen in de Tavares Road Prison in Florida, die speciaal voor dit doel werden gemaakt. De openingsscène van de film waarbij Luke een aantal parkeermeters onthoofd werd gefilmd in Lodi in Californië. De gemeenteraad besloot de meters niet gelijk te vervangen en liet pas een aantal jaren later vervangende meters installeren. De scènes waarin Luke wordt achtervolgd door bloedhonden werden opgenomen in en rondom de Callahan Road Prison in Jacksonville, Florida.

## Opnamen
In de film asfalteren de gevangenen onder leiding van Luke een weg in minder dan een dag. Tijdens de opnamen werd inderdaad een laag asfalt over een stuk weg van anderhalve kilometer gelegd door de acteurs en figuranten.

### De moeder van Luke
De scene waarin Luke in de gevangenis wordt bezocht door zijn moeder stond gepland voor één dag. Wel moest er daarbij acht pagina’s uit het draaiboek worden opgenomen, nogal veel voor een dag. Dankzij de professionaliteit van actrice Jo Van Fleet en Paul Newman verliep dat vlekkeloos. Van Fleet hield zich afzijdig van de acteurs en probeerde zich in te leven in haar rol en vroeg aan acteur Harry Dean Stanton om voor haar te zingen. Het lied maakte haar verdrietig en ze begon te huilen. Dat was precies wat ze nodig had om de rol van de verdrietige, bezorgde moeder te spelen.

### De ‘car wash’-scene
In de film wast het personage Lucille haar auto in het gezicht van de gevangenen die daar nogal van opgewonden raken. Rosenberg huurde actrice Joy Harmon in voor de rol en plande een halve dag voor de opnamen. Omdat de regisseur wilde dat de acteurs die de gevangenen speelden zich moesten inleven in het gevangenisleven, had hij alle vrouwen van de set gebannen. Joy Harmon kreeg voor twee dagen een kamer in een hotel en werd afgeschermd van de rest van de acteurs. In totaal was Rosenberg drie dagen in plaats van een halve met de opnamen bezig. Hij filmde Harmon zonder dat er andere acteurs bij waren en gaf haar aanwijzingen hoe ze moest kijken en bewegen. De actrice had geen idee dat ze een groep ‘gevangenen’ moest behagen en zag pas op de première dat ze een lustobject was. Los van de opnamen met Harmon, maakte Rosenberg apart opnames van de toekijkende gevangenen. Hierbij liet hij opnames maken vanuit het standpunt van Lucille. Die was echter voor deze ‘overshoots’ vervangen door een lokale cheerleader, een meisje van 15 dat in een regenjas stond te klappertanden van de kou.

### Het gevecht tussen Dragline en Luke en de eieren
Ook de opname van het gevecht tussen Dragline en Luke duurde drie dagen. Aangezien Rosenberg steeds alles liet overdoen waren de acteurs aan het einde van de opnames totaal op. Met name Newman zuchtte onder het feit dat hij steeds tegen de keiharde grond werd geslagen.
Een andere moeilijk te verteren opname was die van de ‘eierenscene’ waarin Luke 50 eieren in een uur opeet. Er waren 200 gekookte eieren aanwezig en dankzij een slimme montage hoefde Newman er maar acht te eten. Desondanks moest de acteur na de opnamen overgeven in een vuilnisbak. De overgebleven eieren werden opgegeten door de rest van de crew met extreme winderigheid als gevolg.

### De acteurs
Paul Newman deed uitgebreid research voor zijn rol en bracht enige tijd door in Huntington, West Virginia om accenten te leren en de inwoners te bevragen over hun interesses. De acteur beleefde veel plezier aan de opnames en hij was blij met zijn personage die hij een ‘oprechte rebel’ noemde. Tijdens de opnames besloot Newman om banjo te leren spelen, aangezien Luke het liedje Plastic Jesus op de banjo speelt nadat zijn moeder is overleden. Het leren spelen kostte hem de nodige moeite en regisseur Rosenberg verschoof de opnamen van de scene steeds verder, tot de laatste opname van de film. Na de opnames was Rosenberg tevreden, maar Newman niet. Hij stond er op alles over te doen, want hij kon beter. Waarop Rosenberg antwoordde: “Niemand kan het beter!”
Een van de personages die veel indruk maakt is Walking Boss Godfrey, de wachter met zijn zonnebril met spiegelende glazen, ‘de man zonder ogen’. Woodward leefde zich zo in zijn rol in dat hij zich nauwelijks met de andere acteurs bemoeide en zijn beruchte bril steeds droeg. Regisseur Rosenberg verhoogde het sinistere in het personage door alle tekst van Woodward uit het script te halen.

## Thema's
De film wordt gezien als een hommage aan I Am a Fugitive from a Chain Gang, een vroege geluidsfilm uit 1932 van regisseur Mervyn LeRoy. Ook in Cool Hand Luke worden de excessen van het Amerikaanse strafrecht aangeklaagd.
Het was scenarist Frank Pierson die het scenario lardeerde met Christussymboliek. Zo heeft Luke gevangenisnummer 37, dat zou staan voor Lucas 1:37: “Voor God is niets onmogelijk. Wat Hij zegt, gebeurt” en speelt en zingt hij het liedje ‘Plastic Jesus”. Maar het hele scenario lijkt gebaseerd op het leven van Christus uit het Evangelie. Net als Jezus wint Luke de harten van de gevangenen, wordt vervolgens geminacht en gemarteld en uiteindelijk gekruisigd. Na het eten van de eieren ligt hij in de houding van de gekruisigde Jezus op de tafel. Luke daagt God uit tijdens de regenstorm die de gevangenen bedreigt en praat met Hem zoals Jezus dat deed in de Tuin van Gethsemane. Dragline die Luke wil overdragen aan de politie is hier het symbool van Judas die Christus overdraagt aan de Romeinen.
Verkeersborden en -lichten spelen ook een rol, zoals in het einde van de film waar een foto van een lachende Luke is te zien boven verkeersborden die een kruisweg aangeven.

## Enkele scènes

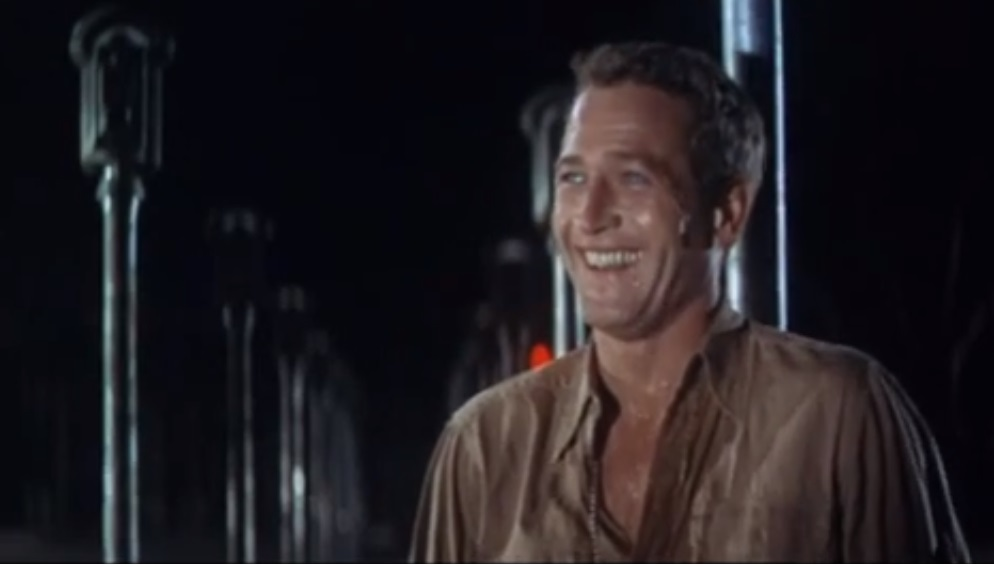
Luke wordt gearresteerd na het vernielen van parkeermeters
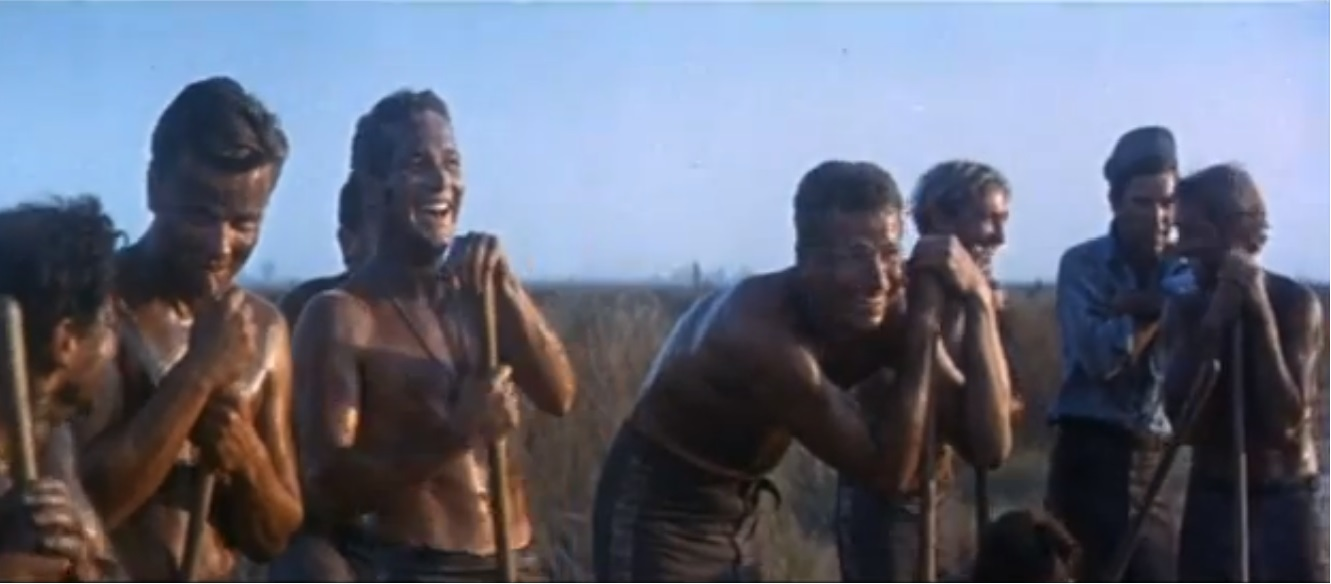
Luke en de Chaingang slagen erin de weg op tijd aan te leggen
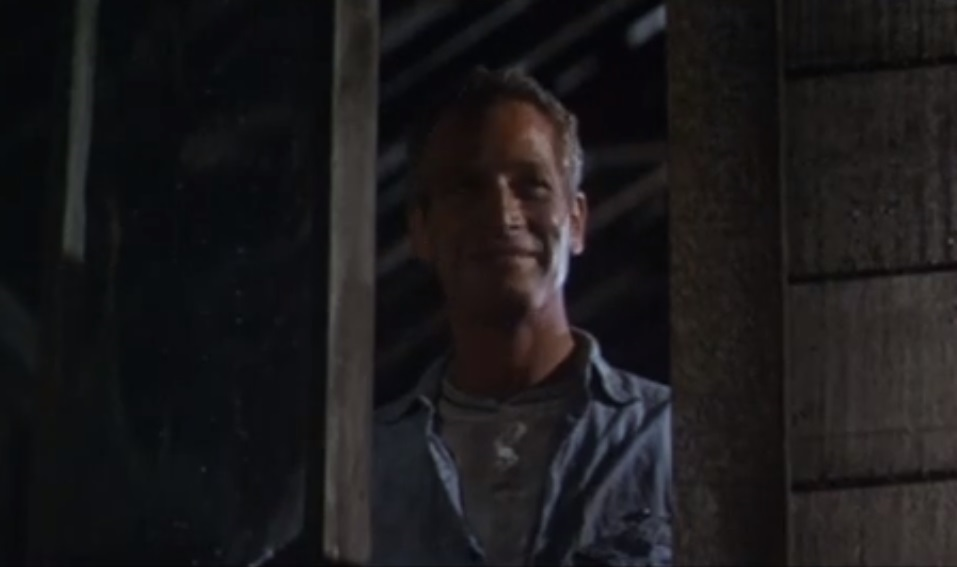
Als Luke is bevrijd door Dragline, trotseert hij nog eenmaal de autoriteiten